# Francisco Antunes Maciel Júnior
Francisco Antunes Maciel Júnior (Pelotas, 4 de julho de 1879 — Rio de Janeiro, 1966) foi um advogado e político brasileiro.
Filho de Francisco Antunes Maciel e de Francisca Gonçalves Moreira, era neto do barão de Butuí e sobrinho do barão de São Luís; foi casado com Emília Marina Adamo.
Foi ministro da Justiça e Negócios Interiores no Governo Getúlio Vargas, de 7 de novembro de 1932 a 24 de julho de 1934.